# Weddad
Weddad es una película del año 1936.

## Sinopsis
Un rico mercader se ve obligado a vender a su esclava, de la que está locamente enamorado, cuando pierde su fortuna. Pero el destino quiere que los dos amantes se reencuentren. Weddad, un cuento románico inspirado en Las mil y una noches, fue la mayor producción de la época. Este clásico del género musical supuso el debut cinematográfico de la celebérrima Umm Kalzum. El éxito de la película aseguró la supremacía de los Estudios Misr en la industria egipcia.